# Lene x. Nielsen
Lene x. Nielsen (* 26. Februar 1960 in Strandmark, Hvidovre) ist eine ehemalige dänische Curlerin. 
Nielsen spielte als Lead der dänischen Mannschaft bei den XV. Olympischen Winterspielen 1988 in Calgary im Curling. Die Mannschaft belegte den sechsten Platz. Bei der im gleichen Jahr in Glasgow stattfindenden Curling-Weltmeisterschaft belegte sie mit der Mannschaft den 5. Platz.